# Nowe Przybojewo
Nowe Przybojewo – wieś sołecka w Polsce położona w województwie mazowieckim, w powiecie płońskim, w gminie Czerwińsk nad Wisłą.
W latach 1975–1998 miejscowość administracyjnie należała do województwa płockiego.
W miejscowości, znajdującej się w części Mazowsza znanej z uprawy truskawek, działa największa w Polsce giełda tych owoców.